# Universal Music Group
A Universal Music Group (rövidítve UMG) a zeneipar legnagyobb üzleti vállalkozása és a legtöbb lemezkiadót tömörítő lemezkiadói csoportosulása. Piaci részesedése alapján a három nagy kiadói csoport közül a legnagyobb. A Universal Music Group a Vivendi francia médiakonglomerátum leányvállalata.
A Universal Music Group része a Universal Music Publishing Group zeneműkiadó is, amely a BMG Music Publishing 2007 májusi felvásárlása után a világ legnagyobb szerzői jogdíjakat kezelő cége lett.
A UMG globális székhelye New Yorkban található. További nagyobb irodáik vannak a kaliforniai Universal Cityben és Santa Monicaban, valamint a Universal Music Group Nashville nevű kiadó központjának számító Nashville-ben. Angliában a kiadói csoportnak számos irodája van Londonban és Romfordban.
A Vivendi Entertainment a Universal Music Group Distribution terjesztővállalat egy részlege.

## Története
A Universal Music Group elődje 1962-ben jött létre a brit Decca Records második világháború után önállóvá vált amerikai részlegének (Decca Records USA) és a szintén amerikai MCA társaság összeolvadásával. Abban az időben már a Decca Records USA tulajdonában volt a Coral Records és a Brunswick Records lemezkiadók, valamint a Universal Pictures filmgyártó vállalat 89 százaléka. 1966-ban az MCA létrehozta a hollywoodi Uni Records lemezkiadót, továbbá felvásárolta a New York-i Kapp Recordsot (melyet a Decca Records USA vezetőjének, Jack Kappnek a fivére, David Kapp alapított). Az MCA csoport kiadványainak Észak-Amerikán kívüli terjesztésére 1968-ban létrehozták az MCA Records nevű lemezkiadót.
1971-ben az MCA átszervezte lemezkiadással kapcsolatos tevékenységét és az MCA Records alá vonta össze amerikai érdekeltségeit is (Decca, Uni, Kapp). Az Egyesült Államokban Elton John (korábban Uni Records) 1972-ben megjelent Crocodile Rock című albuma volt az első MCA Records kiadvány. 1979-ben az MCA felvásárolta az ABC Recordsot és alkiadóit (Paramount Records, Impulse Records, Dot Records). A Chess Records (Amerika legnagyobb blues kiadója) teljes katalógusát a csődbe jutott Sugarhill Recordstól szerezte meg az MCA 1985-ben. A több mint 45 alkiadót birtokló Motown Recordsot 1988-ban adta el az MCA-nek a neves soul és R&B lemezkiadó alapítója, Berry Gordy, Jr. 1990-ben felvásárolták a GRP Records jazz kiadót. Ugyanebben az évben a Geffen Records is beolvadt az MCA Recordsba.
1990-ben a japán Matsushita Electric (ma Panasonic) lett az MCA tulajdonosa és a lemezkiadói csoport felvette az MCA Music Entertainment Group nevet. 1998-ban újabb tulajdonosváltás történt, mikor a kanadai Seagram Company italgyártó többségi, 80 százalékos részesedést szerzett az MCA-ben. Az MCA filmvállalata ekkor vette fel a Universal Studios nevet, míg a kiadói csoport új elnevezése Universal Music Group lett, a PolyGram felvásárlásával egyidőben.
1999-ben a francia Vivendi felvásárolta a Seagramet és vele együtt a Universal érdekeltségeket is. Az MCA Records egy ideig még a csoport alkiadójaként folytatta tevékenységét, majd 2003-ban beleolvadt a Geffenbe. Az MCA Records komolyzenei katalógusát a német Deutsche Grammophon, a jazz katalógust pedig a Verve Records vette át, míg a country előadókra szakosodott MCA Nashville Records tovább működött. 2004-ben a General Electric megszerezte a Universal Pictures filmvállalatot, de a Universal Music Group (UMG) a Vivendi tulajdonában maradt.
Az UMG 2007 októberében szerezte meg az Iron Maiden manager Rod Smallwoodhoz köthető, addigra csődbe jutott Sanctury Recordsot. 2008 májusában az UMG a latin zenék piacán 45% részesedéssel bíró Univision Music Groupot vásárolta fel.
A Universal Music Group 2008 szeptemberében jelentette be, hogy új online zenei videoterjesztő szolgáltatás fejlesztésébe kezdett a Hulu.com mintájára, amely reklámokból fenntartott, a felhasználók számára ingyenes letöltést fog elérhetővé tenni.

## Vitatott esetek

### Payola
2006 májusában az akkori New York-i államügyész, Eliot Spitzer vezette vizsgálat kiderítette, hogy a Universal Music Group rádióállomásokat vesztegetett meg, hogy Ashlee Simpson, Brian McKnight, Big Tymers, Nick Lachey, Lindsay Lohan és más Universal kiadós előadók dalait folyamatosan játssza. A cég 12 millió dollárt fizetett büntetésként az államnak.

### YouTube
2007 májusában azzal vádolták meg az UMG-t, hogy a kritika eltiprása érdekében visszaélt a Digital Millennium Szerzői Jogi Törvénnyel. Kényszerítették a YouTube videomegosztót, hogy távolítsa el Michelle Malkin videokritikáját az énekes Akonról. Végül az UMG elállt a követelésétől, miután felelősségre vonta őt az Electronic Frontier Foundation. Jelenleg azzal vádolják az UMG-t, hogy befolyásával visszaélve számtalan nonprofit tribute videót és instrumentális feldolgozást töröltetett, ahol YouTube-felhasználók a UMG kiadókhoz tartozó előadók dalait játsszák.

### Pay-per-listen
2007 szeptemberében a Universal új módszerrel állt elő a zenei kalózkodás elleni küzdelemben: "fizetni a kalózoknak", amit a rapper will.i.am néhány számával próbáltak ki.

### MySpace.com
2007 decemberében Colbie Caillat énekesnő elkottyantotta, hogy a Universal Music Group új irányelvet vezet be a MySpace.com-on, miszerint az összes UMG előadó dalaiból csak 90 másodperc hallgatható meg.

### Imeem.com
2007 decemberében jelentette be az UMG az Imeem.com-mal kötött megállapodást, miszerint a közösségi oldal felhasználói szabadon meghallgathatnak bármilyen számot a Universal katalógusából, az ingyenes zenehallgatás generálta reklámbevételeken pedig megosztozik a lemezkiadó és a közösségi oldal. Két héttel a bejelentés után Michael Robertson, az MP+.com alapítója az alku titkos záradékait feszegette egy hozzászólásában és kifejtette, hogy ez egyértelműen rossz üzlet az Imeem számára. Robertson spekulációja háborúvá fajult a Pho digitális média e-mail listáján, mikor az Imeem képviselői tagadták Robertson állításait és alaptalannak nevezték elméletét.

### TikTok
A TikTok és a Universal Music Group szerződése a zenei tartalmak használatára 2024. január 31-én lejárt, a két cég pedig nem jutott új megállapodásra. A Universal szerint a TikTok „kizsákmányolja az előadókat”, a TikTok szerint a Universal a „mohóságát” a zenészek érdekei elé helyezi.

## Alvállalatok

### Lemezkiadók
- Interscope-Geffen-A&M
- Island Def Jam Music Group
- Universal Motown Republic Group (R&B, soul, hiphop)
- Decca Label Group (klasszikus zene)
- Universal Music Group Nashville (country)
- Verve Music Group (jazz)
- Universal Music Enterprises (újrakiadások, válogatások)
- Universal South Records (country)
- Universal Music Latin Entertainment (latin zene)
- Sanctuary Group (rock)
- V2/Co-operative Music

### Zeneműkiadók
- Universal Music Publishing Group

### Terjesztők
- Universal Music Group Distribution
- Vivendi Entertainment
- Fontana Distribution

## Lásd még
- Lemezkiadók listája
- Udiscovermusic.com

## Külső hivatkozások
- Hivatalos kiadói honlap
- Hivatalos vállalati honlap
- UMG története
- Universal Music Group - YouTube videocsatorna
- Vivendi Entertainment Archiválva 2011. május 1-i dátummal a Wayback Machine-ben